# ناحیه آبشار
ناحیه آبشار (به لاتین: Cascades Region) یک منطقهٔ مسکونی در بورکینافاسو است که در بورکینافاسو واقع شده‌است. ناحیه آبشار ۱۸٬۴۳۴ کیلومتر مربع مساحت و ۸۱۲٬۰۶۲ نفر جمعیت دارد.